# Индустриальный район (Барнаул)
Индустриа́льный райо́н — район в городе Барнауле. Самый молодой, образован 5 апреля 1978 года.
Территория c подчинёнными сельскими населёнными пунктами составляет 129,9 км².
Население в черте города — 228 897 чел. (2021 год).

## География
Граничит с Павловским и Калманским районами Алтайского края, а также с Железнодорожным, Ленинским и Центральным районами города Барнаула.
В состав района входят бывшие посёлки Новосиликатный и Куета.
К территории района относятся сельские населённые пункты: село Власиха, посёлки: Новомихайловка, Пригородный, Лесной, станция Власиха.
11 га занимает Мизюлинская роща.

## История
5 апреля 1978 года, Указом Президиума Верховного Совета РСФСР был образован Индустриальный район города Барнаула.
Барнаульский городской исполнительный комитет обозначил границы вновь образованного района за счет отделения жилого сектора от Железнодорожного и Ленинского районов города Барнаула. Вследствие того, что в новом районе была расположена сильная промышленная база, предприятия стройиндустрии, энергетики, он и получил название «Индустриальный». Об этом говорит и знак района, который представляет собой графическую форму, состоящую из 3-х частей. Верхняя часть представляет название района. На нижней — стилизованно изображена буква «И» с ростком растения, символизирующим экологическую чистоту и молодость района.
В то время район был представлен 116 предприятиями, организациями и учреждениями, где трудилось около 42 тысяч человек. Самыми крупными предприятиями района считались ПО «Химволокно», «Кристалл», «Барнаулстрой» и другие.
В 1978 году район выглядел так: территория — 87 тыс. м²., жителей — 51,3 тыс. человек (в состав района входили села Моховое и Малая Штабка, позже отнесенные к Павловскому району). На территории района было всего 84 многоэтажных дома. Первые школы Индустриального района — № 81, 50, 84, 88, 98, а позже — № 101, 100 и 102.
В те годы люди неохотно меняли место жительства на Сулиму, редко какой горожанин горел желанием получить здесь квартиру. Город с Сулимой связывали только автобусы, которые ходили во Власиху и аэропорт. Тысячи людей добирались на работу в район в основном служебным транспортом.
В 2010—2020-е район стал одной из основных территорий, на которых развивалось новое строительство. К 2023 году население превысило 200 тыс. человек. Для жителей открыты более 450 спортивных объектов: от баскетбольных площадок и хоккейных коробок до стрелковых тиров и многофункциональных комплексов, а также 43 детских садов, 26 школ, лицеев и гимназий, школы с кадетским классом.

## Население
В черте города:
| 1979     | 1989     | 2010     | 2012     | 2013     | 2014     | 2015     |
| -------- | -------- | -------- | -------- | -------- | -------- | -------- |
| 39 871   | ↗76 206  | ↗167 324 | ↗170 431 | ↗173 931 | ↗176 018 | ↗178 234 |
| 2016     | 2017     | 2018     | 2019     | 2020     | 2021     |          |
| ↗180 392 | ↗181 702 | ↗182 300 | ↗184 336 | ↗185 962 | ↗228 897 |          |

## Населённые пункты
Индустриальному району подчинены 5 сельских населённых пунктов Власихинской сельской администрации в рамках городского округа города Барнаул:
| № | Населённый пункт | Тип населённого пункта | Население |
| - | ---------------- | ---------------------- | --------- |
| 1 | Власиха          | село                   | ↗12 973   |
| 2 | Власиха          | ж.д. станция           | ↘57       |
| 3 | Лесной           | посёлок                | ↗3278     |
| 4 | Новомихайловка   | посёлок                | ↗1304     |
| 5 | Пригородный      | посёлок                | ↗3025     |

## Улицы
По территории проходит более 242 улиц общей протяжённостью 233 км. Основные улицы:
- Попова
- Павловский тракт
- Малахова
- Георгиева
- Антона Петрова
- Энтузиастов
- Балтийская
- Сергея Семёнова
- Сергея Ускова
- Власихинская
- 250-летия Барнаула
- Взлётная
- Проспект Энергетиков
- Солнечная Поляна
- Северный Власихинский проезд
- Южный Власихинский проезд
- Сухой лог
- Трактовая
- Звездный
- Просторная
- Шумакова
- Лазурная
- Малахова дублёр
- Гридасова
- Панфиловцев
- 65 лет Победы
- им. В. Т. Христенко
- Жасминая
- 50 лет СССР
- Сухэ-Батора
- Ядерная
- Волгоградская
- Новгородская
- Георгия Исакова
- Островского
- Советской Армии
- Малый Павловский тракт дублёр
- Ленточный бор
- Весенняя
- Куета
- Южный проезд
- Юрина
- Деловой проезд

## Экономика
Доля производства в городском объёме составляет более 12 %. Пищевая и перерабатывающая промышленность — основная отрасль экономики района, на её долю приходится более половины объёмов выпуска продовольственных товаров города. Большую роль играют предприятия Власихинской промышленной зоны: ТЭЦ-3, кондитерская фирма «Алтай», Барнаульский пивоваренный завод, Барнаульский экспериментальный завод крупнопанельного домостроения.

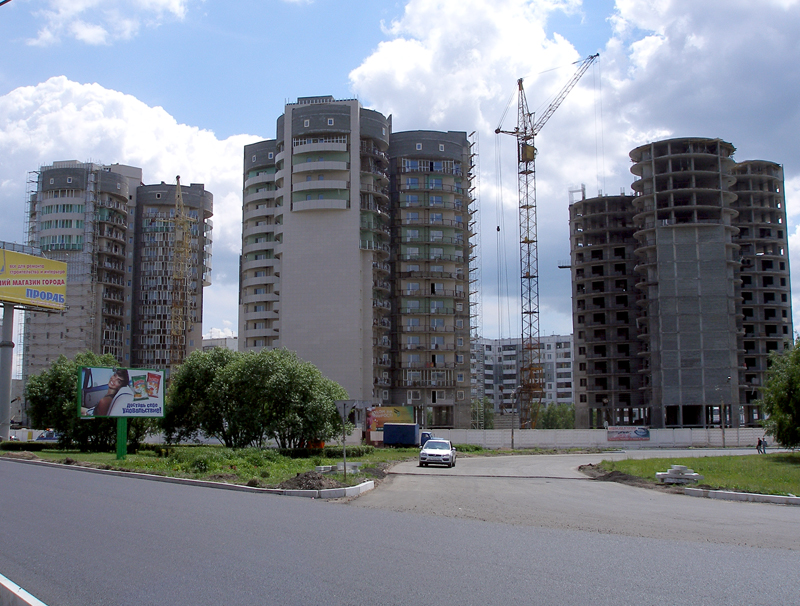
Новостройки на Павловском тракте в районе пересечения с улицей Малахова

Индустриальный район считается самой большой строительной площадкой города: более 50 % современного строительства в Барнауле приходится на этот район. Отличием является активное освоение индивидуальной застройкой микрорайонов Солнечная Поляна, Запад-1, Спутник, Авиатор, Лесная Поляна, Октябрьский.
На территории района находится Барнаульский аэропорт им. Титова.

## Образование
На территории Индустриального района располагается 37 муниципальных дошкольных учреждений.